# Handelsman Flink

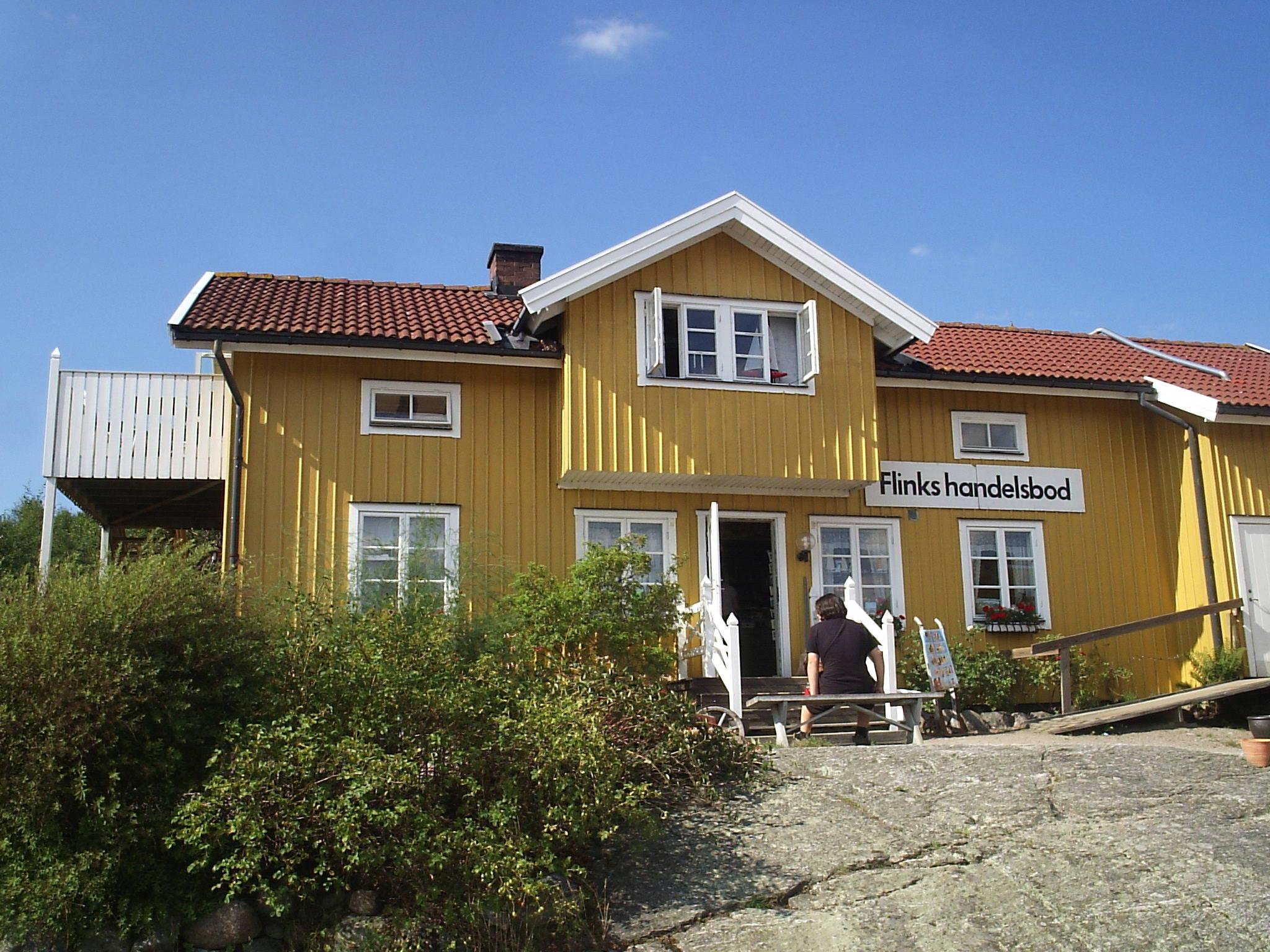
Handelsman "Flinks" handelsbod på Flatön.

Handelsman Flink är en figur som förekommer i flera av Evert Taubes visor. Namnet är ett eufemistiskt smeknamn på en verklig handelsman på Flatön i Bohuslän som Taube träffade där på 1940-talet.
Den verklige handelsmannen var en person, som av omgivningen bedömdes som lite långsam och eftertänksam, men en snäll och vänlig person. Evert Taube bodde under perioder på Flatön och umgicks en hel del med Gustav Johansson, som Flink egentligen hette. Han var född på Ramholmen mellan Flatön och Skaftö i slutet av 1800-talet.
När Taube skrev Maj på Malö 1943 tog han sig friheten att skämta med sin vän och kalla honom för handelsman Flink. Det namnet fick handelsmannen behålla i senare visor och numera heter restaurangen och butiken på Flatön Handelsman Flink.